# Abu Hafes Omar Almortada
Abu Hafiz Omar Almortada (Abu Hafs Umar al-Murtada), também denominado como Abu Hafiz Almortada Omar ibne Abi Ibraim Ixaque ibne Iúçufe ibe Abde Almumine (em árabe: أبو حفص المرتضى عمر بن أبي إبراهيم اسحاق بن يوسف بن عبد المؤمن; romaniz.: abū ḥafṣ al-murṭaḍa `umar ben abī ibrāhīm isḥāq ben yūsuf ben `abd al-mū'min), foi um rei de Marrocos da  Dinastia almóada, reinou entre 1248 e 1266. Foi antecedido no trono por Alboácem Assaíde Almutadide, e foi seguido no trono por Abu Dabus Aluatique. 